# Urolophus kapalensis
Urolophus kapalensis  (лат.) — вид рода уролофов семейства короткохвостых хвостоколов отряда хвостоколообразных. Является эндемиком юго-восточного прибрежья Австралии. Встречается на глубине до 130 м. Грудные плавники этих скатов образуют ромбовидный диск, ширина которого превышает длину. Дорсальная поверхность диска окрашена в зеленоватый цвет с тёмными отметинами. Между ноздрями имеется прямоугольная складка кожи. Тонкий хвост оканчивается листовидным хвостовым плавником, имеются латеральные складки кожи. В средней части хвостового стебля позади маленького спинного плавника расположен зазубренный шип. Максимальная зарегистрированная длина 51 см. 
Размножаются яйцеживорождением. В помёте 1 новорожденный. Рацион состоит в основном из ракообразных, также эти скаты охотятся на полихет и мелких костистых рыб. Не являются объектом целевого лова. В качестве прилова попадаются при коммерческом промысле.

## Таксономия
Сотрудники Государственного объединения научных и прикладных исследований Гордон Йирсли и Питер Ласт описали вид Urolophus kapalensis, ранее обозначавшийся как  Urolophus "sp. A", в 2006 году. Они назвали его в честь исследовательского судна FRV Kapala, которое провело ряд экспедиций у берегов Нового Южного Уэльса в 1980—1990 годах, внесших существенный вклад в ихтиологию. В ноябре 1984 года в ходе одной из экспедиций был получен образец нового вида, назначенный голотипом. Это был взрослый самец длиной 65 см, пойманный в Тасмановом море в Джёрвис Бэй (35°02′ ю. ш. 150°45′ в. д.) на глубине 18—22 м. Паратипы: самки длиной 27,6—44 см и самцы длиной 34,3 см и 36,5 см, пойманные там же, .

## Ареал
Urolophus kapalensis обитают у юго-восточного побережья Австралии от Кейп Мортон, Квинсленд, до Дизастер Бэй, Новый Южный Уэльс. Эти донные рыбы встречаются в прибрежных субтропических водах на глубине от 10 до 130 м. У берегов Квинсленда эти рыбы держатся на глубине свыше 62 м, тогда как у побережья Нового Южного Уэльса они редко попадаются севернее Клэренс Ривер и более распространены на юге на глубине не более 50 м. Они предпочитают скалистые рифы и примыкающую к ним территорию с песчаным дном, а также заросли водорослей.

## Описание
Широкие грудные плавники этих скатов сливаются с головой и образуют ромбовидный диск, ширина которого намного превышает длину. «Крылья» закруглены, передний край диска почти прямой, заострённое мясистое рыло образует тупой угол и выступает за края диска. Позади среднего размера глаз расположены брызгальца в виде запятых. На заднем краю ноздрей имеется выступ, а между ноздрями пролегает кожный лоскут с мелкобахромчатой нижней кромкой, переходящей по краям в удлинённые лопасти. Подобное строение лоскута наблюдается только у Urolophus paucimaculatus. Рот маленький. 25 верхних и 31—32 нижних зубных рядов. Зубы с ромбовидными основаниями выстроены в шахматном порядке. Центральные зубы заострены, а боковые притуплены. На дне ротовой полости имеются 5—7 пальцеобразных отростков, такие же отростки, образующих серию поперечных выступов, покрывают нижнюю челюсть. На вентральной стороне диска расположено 5 пар S-образных жаберных щелей. Небольшие брюшные плавники закруглены. У самцов имеются короткие и плотные птеригоподии. 

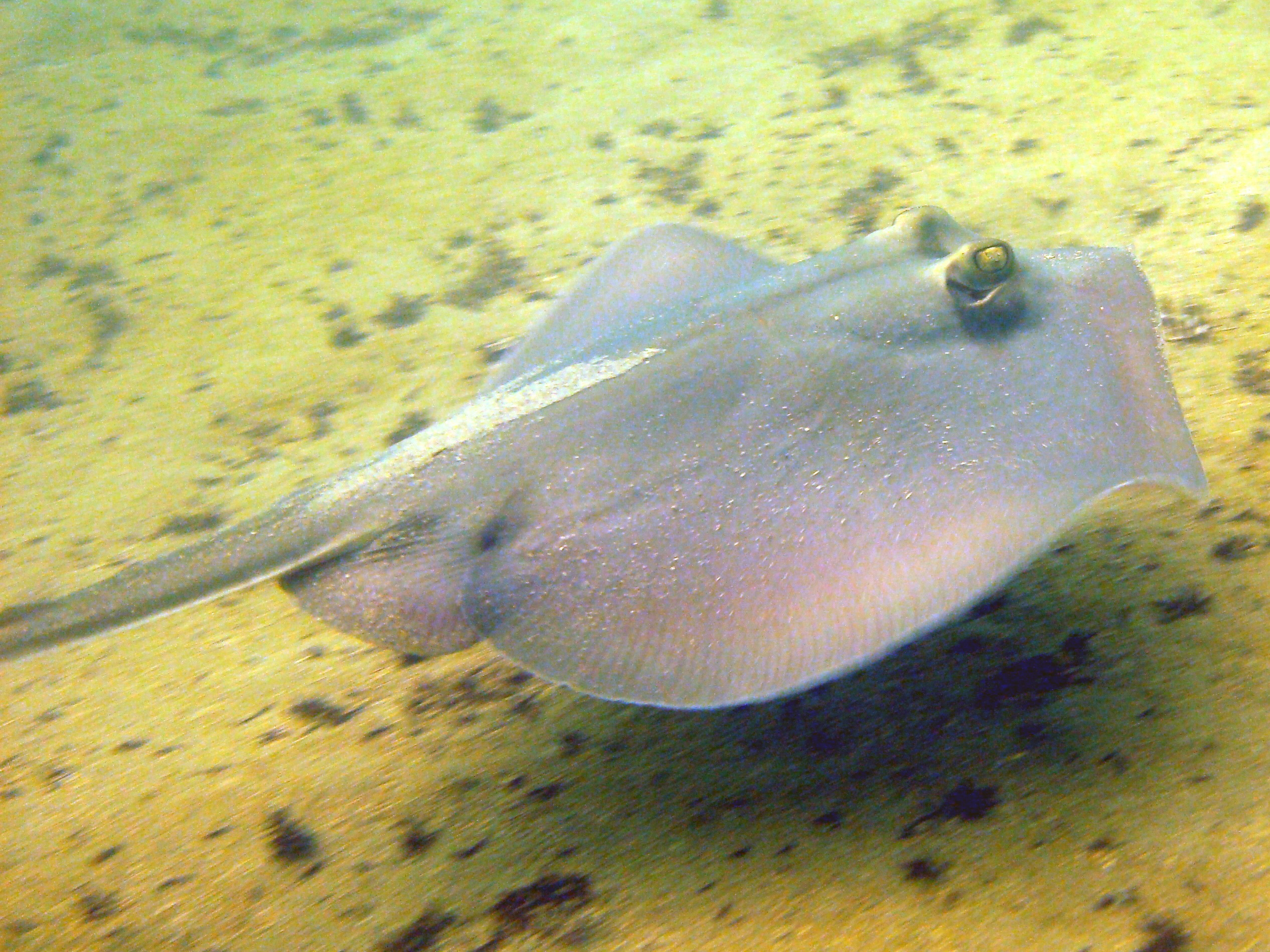

Длина короткого хвоста составляет 82—90 % от длины диска. По обе стороны хвостового стебля пролегают складки кожи.  Хвост сужается и переходит в низкий листовидный хвостовой плавник. На дорсальной поверхности хвоста в центральной части позади выступающего спинного плавника расположен очень тонкий зазубренный шип. Кожа лишена чешуи. Максимальная зарегистрированная длина 51 см. Окраска зеленоватого цвета, к краям диск становится розоватым. Позади каждого глаза расположена треугольная отметина, а между глаз пролегает V-образная полоса, кроме того отметины имеются у основания брюшных плавников, в центре диска также есть пара отметин, которые лентами переходят на хвостовой стебель. Иногда диск бывает покрыт многочисленными тёмными пятнышками. Подобная окраска наблюдается не у всех скатов, некоторые особи крапчатые или почти чёрные сверху. Вентральная поверхность почти белая с широкой тёмной каймой по краям. Хвост тусклый с тёмной полосой по центральной линии, иногда на вентральной поверхности имеются тёмные пятна. Спинной плавник зеленоватый. У взрослых скатов хвостовой плавник светлый с тёмными краями,  а у молодых полностью тёмный.

## Биология
Urolophus kapalensis охотятся в основном на донных креветок, преимущественно Palaemonidae, а также бокоплавов, таких как Ampeliscidae, которые составляют до 70 % их рациона. Вторым по значимости источником пищи являются креветки Penaeidae и мелкие костистые рыбы, тогда как крабы, полихеты и равноногие редко становятся их добычей. Состав рациона этих скатов довольно стабилен независимо от возраста, хотя взрослые особи поедают больше бокоплавов и меньше креветок по сравнению с молодым. Подобно прочим хвостоколообразным Urolophus kapalensis размножаются яйцеживорождением. В помёте 1 новорожденный длиной около 15 см. Самцы достигают половой зрелости при длине 28—31 см. 

## Взаимодействие с человеком
Эти скаты не являются объектом целевого лов. В качестве прилова попадаются при коммерческом промысле креветок. учитывая узкий ареал, низкий уровень воспроизводства и тенденцию беременных самок абортировать при поимке, Международный союз охраны природы присвоил этому виду статус сохранности «Близкий к уязвимому положению». 